# Psique (estuc)
El psique és un baix relleu d'estuc provinent de la de Vil·la de Petraro, trobat durant les excavacions arqueològiques de l'antiga ciutat d'Estàbia (l'actual Castellammare di Stabia) i conservat a l'Antiquarium stabiano.

## Història i descripció
Així com el Sàtir amb una cabra i el Sàtir amb un ríton, aquest estuc també prové del calidarium de la Villa de Petraro. Precisament era la decoració d'un dels cassetons de la volta de la zona termal i realitzat poc abans de l'erupció del Vesuvi de 79. Va ser trobat entre 1957 i 1958 per Libero D'Orsi durant les excavacions de la vil·la i aïllat per preservar-ne la integritat, conservant-lo a l'interior de l'Antiquarium stabiano.
L'obra representa a Psique, representada nua i de davant, amb els braços estesos i les ales esteses. Porta un arc a la mà dreta, mentre que a la mà esquerra, aixecada, un mantell onejat pel vent que li cobreix parcialment les espatlles i l'esquerra. cama. Tota l'obra està tancada en un doble marc, un amb llengüetes, l'altre amb una orla en forma d'ou, que presenta a l'angle esquerre el perfil d'un cap masculí, en forma d'estaca.